# Mislukte invallen van Schiedam
De Aanslagen, schermutselingen en invallen van Schiedam vonden plaats tijdens de Jonker Fransenoorlog (1488-1490), de laatste opstand van de 150 jaar durende strubbelingen in de Hoekse en Kabeljauwse twisten.
Gedurende drie jaar was Schiedam een doorn in het oog van de Hoeken onder Frans van Brederode, die vanuit het naburige Rotterdam plunder- en veroveringstochten hielden in geheel Holland. De gebeurtenissen rond Schiedam werden in 1724 door de geschiedkundige Cornelis van Alkemade beschreven in zijn studie Rotterdamse heldendaden onder de stadvoogdy van den jongen heer Frans van Brederode, genaamt Jonker Fransen oorlog en in dit artikel naverteld.

## Eerste conflicten 1488
Op 18 december 1488 vertrokken 300 manschappen onder bevel van Hendrik Willemszoon, Gerard Rooftas en Daniel Lepeltak vanuit Rotterdam. Langs de Hoogendijk legden ze in de as wat op hun pad kwam, vooral schepen, maar ook huizen werden niet gespaard. Het dorp Schoonderloo aan de Maasdijk staken ze in brand. Om drie uur in de middag waren de mannen terug in Rotterdam. Daar ging men ervan uit de dreiging van buitenaf, en dan vooral Schiedam, voorlopig afgewend was.
In de volgende maand namen de Rotterdammers Slot IJsselmonde in waarna de Hoeken tol gingen heffen op de Maas. De Schiedammers waren daar woedend over. Onder Niklaas van Wittenhorst raakten roei-jachten, aan beide zijden drie, in gevecht op de Maas. Na een aantal uren verloren de Schiedammers twee schepen waarna zij de aftocht bliezen.
Delfshaven, dat enkele maanden eerder in Rotterdamse handen was gevallen. werd kort na het gevecht  op de Maas verrast door een aanslag van Schiedammers. Zij hadden met een kleine groep enkele belangrijke schepen in brand gestoken. Vanuit Rotterdam gingen vier roeiboten met 150 man onder Gerard Rooftas op zoek naar de brandstichters. Ter hoogte van de eerste sluis voorbij Delfshaven kwamen ze zeven jongeren op het spoor, die het op een lopen hadden gezet. Rooftas en zijn mannen zetten op het vasteland de achtervolging in. Net voorbij de sluis viel Rooftas met circa 30 van zijn mannen in een diepe put. Deze was door de Schiedammers uitgegraven en bedekt met planken, stro en riet. De rest van de Hoekse Rotterdammers zag vanuit de vestingwerken van Schiedam een dusdanig groot aantal mensen oprukken dat ze beseften dat ze de overmacht niet aankonden, en vluchten naar hun roeisloepen. Bij de achtervolging kwamen nog circa 60 Rotterdammers om, echter circa 55 mannen wisten Rotterdam weer te bereiken. Rooftas en zijn mannen werden uit de modder doordrenkte put gehaald en binnen Schiedam gebracht, Rooftas werd later naar Delft overgebracht waar hij uitgehoord werd.

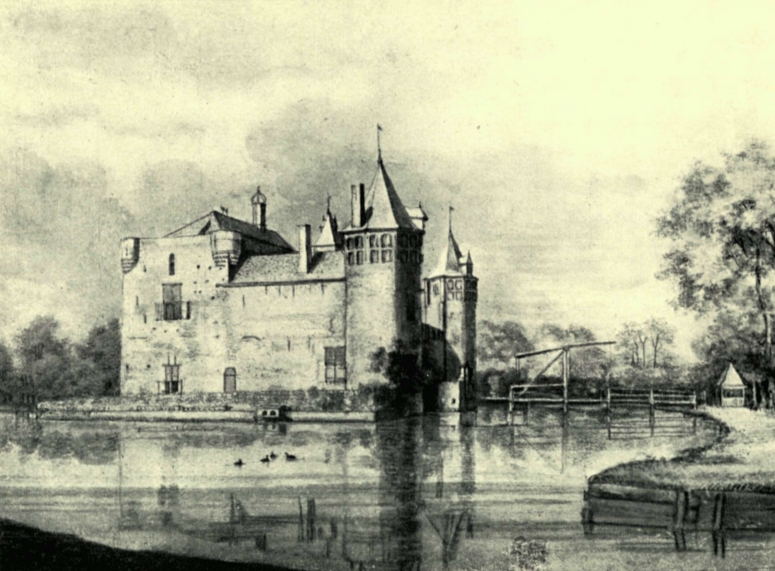
Slot Valkensteijn werd ingenomen door de Hoeken

De Rotterdamse Hoeken waren gebrand op een nieuwe onderneming gericht op Schiedam. Op 6 februari 1489 vertrokken 300 manschappen met negen roeiboten onder bevel van Joris van Brederode en Daniel Lepeltak. Zij zakten de Maasstroom af en bij de zuidelijke wal van Schiedam legden zij hun jachten aan de overzijde van de oever voor anker. Daar plunderden de Hoeken de dorpen Rhoon en Poortugaal met het Slot Valckesteyn. Zij dwongen burgers om buitgemaakte goederen naar hun jachten te brengen. De Schiedammers, nog gesterkt door hun vorige overwinning op de Rotterdammers, kwamen af op de rook die ze zagen en vielen meteen de roeiboten aan waarvan er vier tot zinken werden gebracht. De andere vijf jachten wisten te ontsnappen, maar slechts één jacht wist Rotterdam uiteindelijk te halen. Diverse manschappen onder de Hoekse Rotterdammers probeerden te ontsnappen of zich te verbergen in kreken of waterpoelen. De meeste mannen werden echter toch ontdekt, waaronder de hoofdmannen Joris van Brederode en Daniel Lepeltack, die binnen Schiedam werden gebracht.

## Eerste mislukte inval op Schiedam

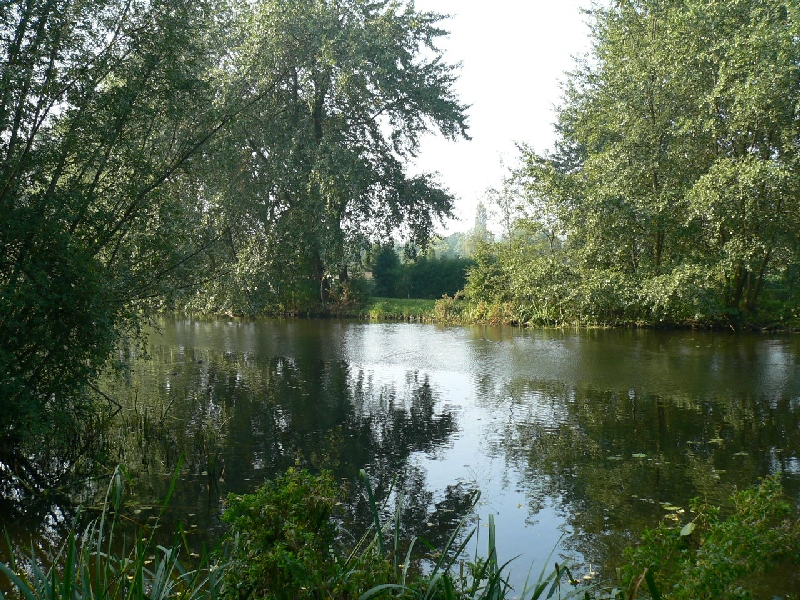
Een indruk van hoe de omgeving rond Schiedam in de 15e eeuw eruit heeft gezien.

Op 8 februari 1489 werd Willem Willemszoon met een patrouille eropuit gestuurd. De eenheid nam een route via Ouderschie (het huidige Overschie) naar een binnenpad langs Delfshaven tot de inham van de Schie. Daar troffen ze drie ruiters op de Kaaidijk aan. Deze gaven zich zonder gevecht over en werden meegenomen naar Rotterdam, waar ze tegen de avond uitgehoord werden door Frans van Brederode. Ze vertelden dat in Ouderschie troepen vanuit Kleef en Gelre zich hadden gevestigd en in Schiedam zich poorters vanuit Delft hadden aangesloten. De drie mannen vertelden dat ze geen Schiedamse ruiters waren maar in Kleefse dienst zaten. Ze waren uit op een complot. Zo wilde een van de ruiters infiltreren binnen de stad Schiedam om mensen tegen elkaar uit te spelen. De Kleefse en Gelderse troepen waren er om Van Brederode te ondersteunen. Van Brederode stemde in en liet de ruiters gaan. Op 13 februari wist ruiter Gerard van Houten Hoekse gevangenen te bevrijden en bereidwillige poorters de kans te bieden naar het Hoekse kamp over te lopen vanuit een van de Schiedamse poorten, waarmee de ruiter woord hield. Frans van Brederode kwam niet verder dan het Marktveld en moest vluchten en zijn plannen bijstellen voor een eventuele inname van de stad.

### Vervolg
In de middag van 16 februari ging er opnieuw een patrouille op pad vanuit Rotterdam. Met verbazing zag deze een stroom van mensen uit Schiedam voorbijkomen, waarbij schoten werden gelost vanuit de verte. Pas tegen de avond toen een van de drie genoemde ruiters binnenkwam, ontstond er duidelijkheid over de voordracht. Ruiter Jan van Nieuwmegen vertelde dat er opnieuw oproer was ontstaan binnen de stad. Dit werd grotendeels veroorzaakt door de Haarlemse poorters. Dit oproer was zo uit de hand gelopen dat er burgerslachtoffers waren gevallen. Toen was er een explosie bij de Delfshavensepoort en van Nieuwmegen zag (naar eigen zeggen) zijn kans schoon om de nog vastzittende Joris van Brederode en hoofdman Lepeltak te bevrijden. Door een samenloop van omstandigheden moest Van Nieuwmegen vluchten. Dit lukte met een aantal van zijn volgers maar van Brederode en Lepeltak lukte dit niet. Jan van Nieuwmegen wist met zijn gevolg vermomd in vrouwenkledij terug te keren binnen Rotterdam. De bevolkingsstroom vanuit Schiedam - sommige inwoners zochten hun toevlucht binnen Rotterdam - telde uiteindelijk een hoop gewonden waarvan tientallen het leven lieten.

## Tweede mislukte inval op Schiedam
Op 2 mei 1490 trok een krijgsvolk van 900 man onder Walraven van Brederode, Drost van Hagestein, Hendrik van Wyts, Jan van Nieuwmegen en Willem Willemszoon Rotterdam uit. Rotterdam werd belegerd over land en water maar de stad had een voedseltekort waardoor er een onderneming nodig was om voedsel te vergaren. De hoofdmannen hadden de gevangengenomen Nicolaas van Wittenhorst in hun midden. Deze wist hen te vertellen dat de Vlaardingse Poort te Schiedam het zwakst te verdedigen punt van de stad was. Schiedam was een groot obstakel voor plundertochten in het gebied. De Schiedammers werden echter gewaarschuwd voor een komst van het Rotterdamse krijgsvolk. Zodoende kwam het tot een treffen bij de Vlaardingse poort. De strijd ging gelijk op en uiteindelijk wisten de Rotterdammers 80 Schiedammers gevangen te nemen. Ze konden echter niet verder oprukken en bliezen de aftocht. De moraal bleef echter hoog onder de Rotterdammers waardoor ze toch een plundertocht hielden in het gebied. Dorpen als Rhoon, Spijkenisse, Ouderschie en De Ketel werden aangedaan en onder andere tarwe, maïs en gerst werden meegenomen in een vierdaagse campagne, waarna ze op 6 mei 1490 binnen Rotterdam terug wisten te keren.

## Achtergrond
Nikolaas van Witterhorst en Willem van Boshuizen, baljuw van Rijnland, stapte na het voorval van de eerste mislukte inval van Schiedam naar het landelijk gezag. Het bestuur onder Maximiliaan van Oostenrijk besloot een beleg voor Rotterdam en alle waterstromen af te sluiten door middel van blokkades. De hoofdmannen Joris van Brederode en Lepeltack werden beiden naar Delft gezonden en later opgehangen. Voor de tweede mislukte aanval op Schiedam hadden de Rotterdammers de belangrijke hoofdman Nikolaas van Wittenhorst gevangengenomen bij een confrontatie bij Ouderschie. De tweede aanval was deels succesvol omdat de Rotterdammers een voedselvoorraad wisten aan te leggen, waardoor ze de opstand nog langer konden rekken.